# صوم يوم الجمعة
صوم يوم الجمعة بمعنى إفراد يوم الجمعة وحده بصيام، وهو من أنواع الصوم المنهي عنه في الإسلام، والنهي عن ذلك مقيد بشروط منها: أن النهي عن صوم الجمعة مخصوص بمن صام ذلك اليوم وحده ولم يصم معه يوم قبله أو بعده، فإن صام معه يوم قبله أو بعده فلا كراهة في ذلك. قال النووي: قال أصحابنا يكره إفراد يوم الجمعة بالصوم فإن وصله بصوم قبله أو بعده أو وافق عادة له بأن نذر صوم يوم شفاء مريضه أو قدوم زيد أبدا فوافق الجمعة لم يكره، ويوم الجمعة يوم ذكر وعبادة، والتطوع فيه بالصوم قد يؤدي إلى إضعاف الصائم عن العبادة، فيستحب له الإفطار ليكون أعون له على فعل الطاعات يوم الجمعة. ويكره صوم يوم الجمعة وحده فإن وصله بيوم قبله أو بيوم بعده لم يكره فقد روى «أبو هريرة رضى الله عنه أن النبي ﷺ قال: «لا يصومن أحدكم يوم الجمعة إلا أن يصوم قبله أو يصوم بعده»».
وسئل جابر بن عبد الله: «أنهى رسول الله ﷺ عن صوم يوم الجمعة؟ قال نعم». و«عن أبي هريرة عن النبي ﷺ قال "لا تخصوا ليلة الجمعة بقيام من بين سائر الليالى ولا تخصوا يوم الجمعة بصيام من بين سائر الأيام إلا أن يكون في صوم يصومه أحدكم». و«عن جويرية بنت الحارث أم المؤمنين  ان النبي ﷺ دخل عليها يوم الجمعة وهي صائمة فقال: "أصمت أمس؟" قالت: لا، قال: "أتريدين أن تصومي غدا؟" قالت: لا قال فأفطري». وعن ابن مسعود قال: «كان رسول الله ﷺ يصوم من غرة كل شهر ثلاثة أيام وقل ما كان يفطر يوم الجمعة». وتزول الكراهة بصوم يوم قبله أو بعده من أجل جبر ما قد يحصل من تقصير في أعمال يوم الجمعة.
الحكمة في كراهة إفراد يوم الجمعة بالصوم أنه يوم عيد المسلمين، وهو موسم للذكر والعبادة والدعاء فيه مستحب وهو أرجي فهو يوم دعاء وذكر وعبادة حيث يستحب فيه الغسل والتبكير إلي الصلاة وانتظارها واستماع الخطبة وإكثار الذكر بعدها لقوله تعالي: ﴿فإذا قضيت الصلاة فانتشروا في الأرض وابتغوا من فضل الله واذكروا الله كثيرا لعلكم تفلحون﴾. قال النووي: «» ويستحب فيه أيضا الإكثار من الصلاة على رسول الله صلي الله عليه وسلم وغير ذلك من العبادات في يومها فاستحب له الفطر فيه ليكون أعون علي هذه الطاعات وأدائها بنشاط وانشراح والتذاذ بها من غير ملل ولا سآمة وهو نظير الحاج بعرفات فإن الأولى له الفطر».

## مذاهب العلماء في صوم يوم الجمعة
قال النووي في المجموع: كراهة إفراد يوم الجمعة بالصوم هو الصحيح المشهور وبه قطع المصنف (أي: في المهذب) والجمهور. وقال القاضي أبو الطيب في المجرد روى المزني في الجامع الكبير عن الشافعي: أنه قال: لا أستحب صوم يوم الجمعة لمن كان إذا صامه منعه من الصلاة ما لو كان مفطرا فعله. هذا نقل القاضى. وقال صاحب الشامل وذكر في جامعه قال الشافعي: ولا يبين لي أن أنهى عن صوم يوم الجمعة إلا على اختيار لمن كان إذا صامه منعه عن الصلاة التي لو كان مفطرا فعلها. قال صاحب الشامل وذكر الشيخ أبو حامد في التعليق أنه يكره صومه مفردا، قال: وهذا خلاف ما نقله المزني قال: وحمل الشافعي الأحاديث الواردة في النهي علي من كان الصوم يضعفه ويمنعه عن الطاعة. هذا كلام صاحب الشامل. ونقل ابن المنذر عن الشافعي هذا الذي قاله صاحب الشامل مختصرا، ولم يذكر عنه غيره وقد قال صاحب البيان في كراهة إفراده بالصوم وجهان: المنصوص الجواز ويحتج لظاهر ما قاله الشافعي، واختاره صاحب الشامل بحديث ابن مسعود السابق، ومن قال بالمذهب المشهور أجاب عنه بأن النبي ﷺ كان يصوم الخميس فوصل الجمعة به وهذا لا كراهة فيه بلا خلاف. وذكر النووي مذاهب العلماء في إفراد يوم الجمعة بالصوم بقوله: أن المشهور من مذهب الشافعية كراهته وبه قال أبو هريرة والزهرى وأبو يوسف وأحمد وإسحق وابن المنذر. وقال مالك وأبو حنيفة ومحمد بن الحسن: لا يكره. قال مالك في الموطأ: لم أسمع أحدا من أهل العلم والفقه ومن يقتدى به ينهى عن صيام يوم الجمعة وصيامه حسن، قال: وصامه، قال: وقد رأيت بعض أهل العلم يصومه وأراه كان يتحراه، فهذا كلام مالك. وقد يحتج لهم بحديث عن ابن مسعود قال: «كان رسول الله ﷺ يصوم من غرة كل شهر ثلاثة أيام وقل ما كان يفطر يوم الجمعة». قال النووي: «وقد سبق الجواب عن حديث ابن مسعود أن النبي ﷺ كان يصوم الخميس والجمعة فلا يفرده». والقائلون بكراهة إفراد يوم الجمعة بصيام استدلوا بالأحاديث الصحيحة الدالة على ذلك منها: ما رواه «أبو هريرة رضى الله عنه أن النبي ﷺ قال: "لا يصومن أحدكم يوم الجمعة إلا أن يصوم قبله أو يصوم بعده"». وسئل جابر بن عبد الله: «أنهى رسول الله ﷺ عن صوم يوم الجمعة؟ قال نعم». و«عن أبي هريرة عن النبي ﷺ قال "لا تخصوا ليلة الجمعة بقيام من بين سائر الليالى ولا تخصوا يوم الجمعة بصيام من بين سائر الأيام إلا أن يكون في صوم يصومه أحدكم». و«عن جويرية بنت الحارث أم المؤمنين  ان النبي ﷺ دخل عليها يوم الجمعة وهي صائمة فقال: "أصمت أمس؟" قالت: لا، قال: "أتريدين أن تصومي غدا؟" قالت: لا، قال: فأفطري». قال النووي: وأما قول مالك في الموطأ أنه ما رأى من ينهي فيعارضه أن غيره رأى فالسنة مقدمة علي ما رآه هو وغيره، وقد ثبتت الأحاديث بالنهي عن إفراده فيتعين العمل بها لعدم المعارض لها ومالك معذور فيها فإنها لم تبلغه قال الداودى من أصحاب مالك لم يبلغ مالكا حديث النهي ولو بلغه لم يخالفه.

## النهي تخصيص ليلة الجمعة بصلاة من بين الليالي
ثبت في الحديث النهي عن تعمد تخصيص ليلة الجمعة بصلاة من بين الليالي، بمعنى: أن يخص ليلة الجمعة بالصلاة فيها دون سائر الليالي، أما الصلاة لا على وجه التخصيص كالتي اعتاد أن يصليها في بقية الليالي، أو يصليها بحسب فراغه ونشاطه؛ فلا تدخل في النهي؛ لعدم التخصيص في ذلك، وقد ورد النهي في الحديث الذي رواه مسلم في صحيحه بلفظ: «لا تخصوا ليلة الجمعة بقيام من بين الليالي»، وفسر القيام بمعنى: الصلاة، ويدل عليه الروايات الأخرى بلفظ: «صلاة» بدلا من لفظ: «قيام»، ومنها: ما رواه عبد الرزاق في مصنفه: «عن معمر عن أيوب عن ابن سيرين قال: كان أبو الدرداء يحيي ليلة الجمعة، ويصوم يومها، وأتاه سلمان، وكان النبي صلى الله عليه وسلم آخى بينهما، فنام عنده، فأراد أبو الدرداء أن يقوم ليلته، فقام إليه سلمان فلم يدعه حتى نام وأفطر قال: فجاء أبو الدرداء النبي صلى الله عليه وسلم فأخبره، فقال النبي صلى الله عليه وسلم: «عويمر سلمان أعلم منك لا تخص ليلة الجمعة بصلاة، ولا يومها بصيام»». وذكر النووي معنى هذا في رياض الصالحين بعنوان: «باب كراهة تخصيص يوم الجمعة بصيام أو ليلتها بصلاة من بين الليالي»،  
قال الشهاب الرملي في شرح المنهاج للنووي: «ويكره تخصيص ليلة الجمعة بقيام أي صلاة لخبر: «لا تخصوا ليلة الجمعة بقيام من بين الليالي»، وأفهم كلامه عدم كراهة إحيائها مضمومة لما قبلها أو بعدها وهو نظير ما ذكروه في صومها، وهو كذلك، وتخصيصهم ليلة الجمعة بذلك مشعر بعدم كراهة تخصيص غيرها وهو كذلك، وإن قال الأذرعي فيه وقفة، أما إحياؤها بغير صلاة فغير مكروه كما أفاده الوالد لا سيما بالصلاة والسلام على سيدنا رسول الله ﷺ فإن ذلك مطلوب فيها».

## عند الشيعة
لايرى أغلب الشيعة بأس بإفراد صوم يوم الجمعة قال: ابن المطهر: وكذا يستحب صوم كل جمعة، لأن الصوم في نفسه طاعة، وهذا يوم شريف تضاعف فيه الحسنات: وقال بعد أن أورد الروايات التي تنهى: فإن صحت هاتان الروايتان، حملتا على من يضعف عن الفرائض ونوافل الجمعة والأدعية وأداء الجمعة على وجهها والسعي إليها، جمعا بين الأدلة.
إلا إن ابن الجنيد كان يرى كراه إفراد يوم الجمعة وأحتج بحديث رجال أسانيده من أهل السنة، ورد عليه ابن المطهر: ما ذكره الشيخ إن طريقه رجال العامة لا نعمل به، بل الأول هو المعمول به
وتبع ابن الجنيد بعض المعاصرين مثل محمد أمين زين الدين وغيرهم.